# Bernardino Bilbao Rioja
Bernardino Bilbao Rioja (Arampampa, Bolivia; 20 de mayo de 1895-La Paz, Bolivia; 13 de mayo de 1983) fue un militar y político boliviano que participó como comandante en la guerra del Chaco. Por sus acciones en las batallas de Cañada Strongest, Kilómetro Siete, retoma de Alihuatá y la defensa de Villamontes, fue nombrado y ascendido al grado de mariscal del ejército de Bolivia durante el  cuarto gobierno del presidente Víctor Paz Estenssoro, post mortem mediante Ley 824 del 3 de abril de 1986.

## Biografía
Bernardino Bilbao nació el 20 de mayo de 1895 en la localidad de Arampampa, departamento de Potosí. Fue hijo de José Bilbao Pastos y Andrea Rioja. Bernardino comenzó sus estudios escolares en 1901, saliendo bachiller el año 1912 en la ciudad de Potosí. 
En 1913 se traslada a vivir a la ciudad de La Paz para ingresar al Colegio Militar del Ejército (COLMIL). Durante su estadía como cadete, se desempeñó en los estudios, motivo por el cual fue becado a Chile, egresando en ese país el año 1918 con el grado de subteniente de artillería. Para el año 1919 recibió el brevet de piloto militar y aeronáutica en Chile convirtiéndose en uno de los primeros aviadores bolivianos.

## Carrera militar
En julio de 1920 y con el grado teniente, Bilbao participa en el derrocamiento y golpe de Estado al presidente José Gutiérrez Guerra. El golpe fue planificado y liderado por el político del partido republicano Bautista Saavedra Mallea, que junto a otros oficiales jóvenes del Ejército de Bolivia, como David Toro y Filiberto Osorio, lograron derrocar al presidente Gutiérrez.
En 1926 y con el grado de mayor, Bilbao organiza y funda la Escuela Militar de Aviación, en la cual se desempeña como instructor, siendo uno de los pioneros en la aviación boliviana.
Para el año 1930, Bilbao es ascendido al grado de teniente coronel del Ejército de Bolivia, ocupando también en el mismo año el cargo de director de la Escuela Militar de Aviación.
En 1930, después del derrocamiento del gobierno de Hernando Siles Reyes, el recién asumido presidente de Bolivia Carlos Blanco Galindo lo nombra su ministro interino de Guerra para luego ser en el mismo gobierno ministro de Fomento y Comunicaciones.

## Guerra del Chaco

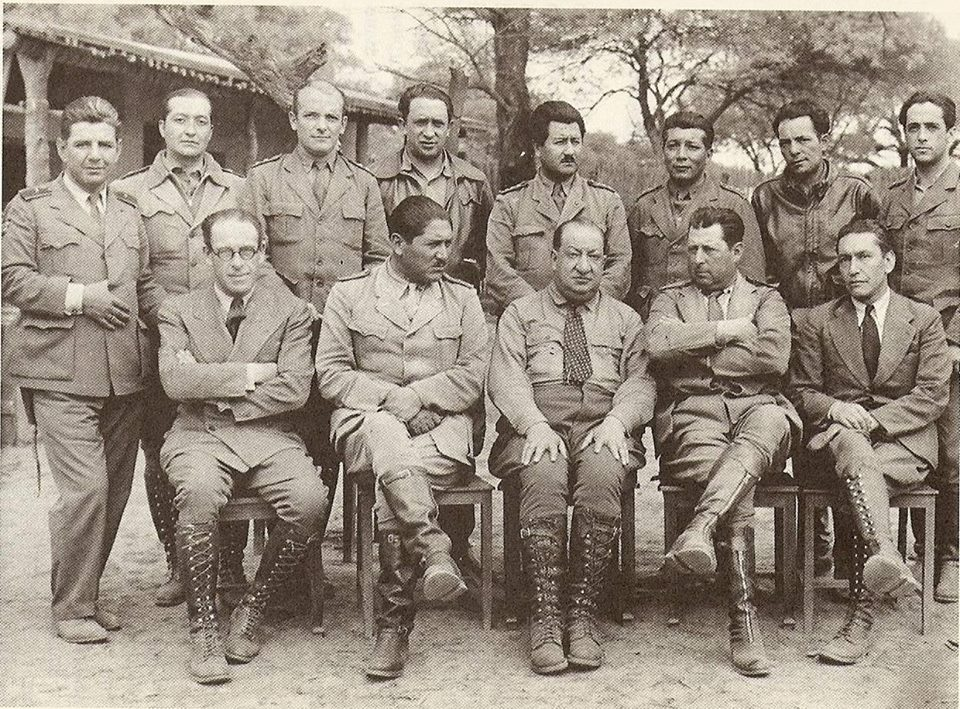
Bilbao Rioja, de pie, tercereo desde la derecha junto al Presidente Tejada Sorzano y personalidades de la época.

En 1932 es nombrado como agregado militar en Argentina para luego volver por orden del gobierno de Daniel Salamanca en septiembre de ese mismo año para las operaciones militares en el Chaco, destinándolo a Villamontes como inspector general de aviación para la organización de la aviación Boliviana y el transporte militar.
En la Guerra del Chaco Bilbao participa en diferentes batallas como ser la de Cañada Strongest, Kilómetro Siete, Retoma de Alihuatá.

### Defensa de Villamontes (1935)
Pero Bernardino Bilbao se destacaría más por su valentía, cuando a sus 40 años de edad, realiza una excelente organización en la defensa de Villamontes defendiendo esa ciudad y logrando méritos por la victoria que le da a Bolivia en esa batalla, frente al ataque paraguayo.
Terminada la guerra parte rumbo a Europa a hacerse un tratamiento médico. Encontrándose en Europa, Bilbao trabaja para el Ejército de Bolivia como asesor militar desde 1937, haciendo allí averiguaciones para la adquisición de material aéreo para Bolivia en Alemania, Inglaterra, Suecia, Francia y Checoslovaquia.

### Exilio a Chile
En julio de 1939 retorna de Europa para ser declarado el 4 de septiembre como jefe supremo de la Organización de Ex-Combatientes del Chaco.
El 29 de octubre de 1939, Bilbao como comandante en jefe de las Fuerzas Armadas de Bolivia, es llamado al Palacio de gobierno para una reunión del consejo supremo con el presidente Carlos Quintanilla Quiroga, apenas entrando al palacio, Bilbao es rodeado por varios hombres y es golpeado severamente con brutalidad hasta dejarlo inconsciente, para luego amarrarlo y llevarlo hasta el Aeropuerto Internacional El Alto, embarcándolo en un avión y exiliándolo a Arica, Chile.

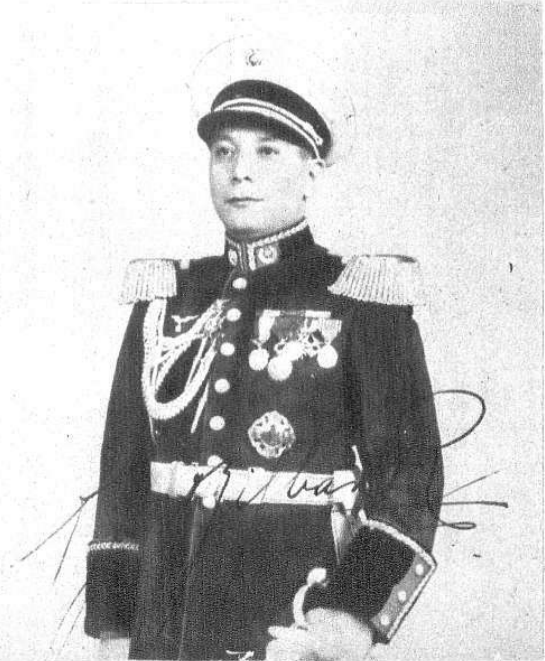
Foto suya publicada por la revista Caras y Caretas. 1939.

## Carrera política

### Elecciones nacionales de 1940
Bernardino Bilbao ingresó a la vida política del país a sus 45 años de edad, cuando decide participar en las elecciones nacionales de 1940 como candidato a la Presidencia de Bolivia de manera independiente. Los resultados finales de aquellos comicios demostraron que Bilbao Rioja había salido en tercer lugar al obtener el 2,61 % de la votación de aquella época (1813 votos).

### Elecciones nacionales de 1951
Bernardino Bilbao volvió a participar nuevamente en las elecciones nacionales de 1951 como candidato a la Presidencia de Bolivia, en representación del partido político Falange Socialista Boliviana (FSB). Pero los resultados de esos comicios, demostraron que Bernardino había salido en tercer lugar obteniendo 10,5 % de la votación total (13 259 votos). 

### Elecciones nacionales de 1966

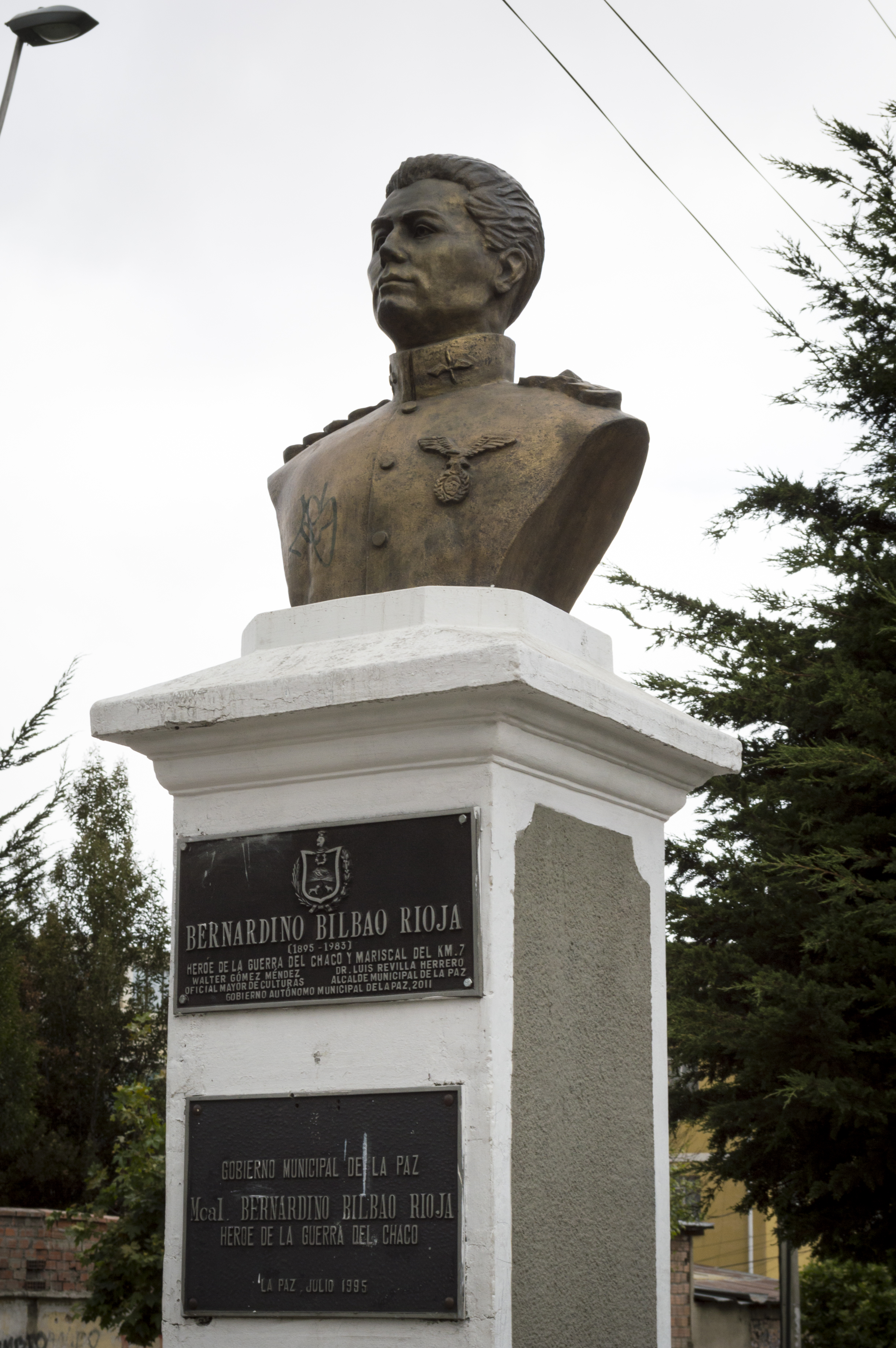
Monumento de Bernardino Bilbao ubicado en Miraflores de la ciudad de La Paz.

Pero quince años después, Bernardino Bilbao decidió participar nuevamente en las elecciones nacionales de 1966 como candidato a la Presidencia de Bolivia, pero esta vez representando a alianza política Comunidad Demócrata Cristiana (CDC), aunque cabe mencionar que para ese año, Bernardino ya tenía 71 años de edad. Pero los resultados electorales, demostraron una vez más, que Bilbao había salido en segundo lugar al obtener el apoyo del 13,81 % de la votación total (138 001 votos). A partir de ahí, se retiró definitivamente de la política nacional.   

### Fallecimiento
Bernardino Bilbao Rioja falleció en la ciudad de La Paz el 13 de mayo de 1983, a una semana antes de cumplir los 88 años de edad.

## Homenajes
Como homenaje y reconocimiento a su desempeño en la Defensa de Villamontes, el congreso boliviano de aquella época decidió crear la provincia del General Bilbao en el departamento de Potosí mediante la Ley del 10 de noviembre de 1938. Dicha ley fue promulgada por el Presidente de Bolivia Germán Busch Becerra.
En se decidió designar una importante avenida de la ciudad de La Paz, antes conocida como Avenida Kantutani, con su nombre, tras iniciativas de la Asociación de Excombatientes de la Guerra del Chaco.